# =1
Albums de Deep Purple
Turning to Crime
(2022)
=1 est le vingt-troisième album studio du groupe de rock anglais Deep Purple, qui est publié le 19 juillet 2024. C'est le premier album de la Mark IX avec le guitariste Simon McBride.
Il est produit une nouvelle fois par Bob Ezrin.
« Son titre énigmatique symbolise l’idée que dans un monde de plus en plus complexe, tout finit par se simplifier en une essence unique et unifiée. Tout est égal à un. »
Le 30 avril, le groupe diffuse un premier extrait Portable Door.

## Liste des pistes
- Toutes les chansons sont écrites par Don Airey, Ian Gillan, Roger Glover, Simon McBride, Ian Paice et Bob Ezrin.
- Arrangements orchestraux sur If I Were You : Don Airey et Bob Ezrin.

### Version CD
1. Show Me 03:59
2. A Bit On The Side 04:10
3. Sharp Shooter 03:44
4. Portable Door 03:48
5. Old-Fangled Thing 04:08
6. If I Were You 04:42
7. Pictures Of You 03:51
8. I’m Saying Nothin’ 03:28
9. Lazy Sod 03:40
10. Now You’re Talkin’ 04:05
11. No Money To Burn 03:21
12. I’ll Catch You 03:20
13. Bleeding Obvious 05:50[3]

#### Version avec DVD bonus
- Documentaire All Areas avec des images exclusives des coulisses de Deep Purple[3]

### Version Box-set
- Les deux vinyles
- CD + DVD
- 3 éditions exclusives en vinyle 10" avec des enregistrements en concert de 2022
- T-shirt collector exclusif (taille XL)
- Deux médiators exclusifs
- Une impression d'art
- Un cordon[3]

## Musiciens
D'après le livret accompagnant le CD :

### Deep Purple
- Ian Gillan : chant, chœurs sur Show Me, If I Were You, I'm Saying Nothin', Portable Door, Old Fangled Thing, Pictures of You, Lazy Sod et Bleeding Obvious
- Simon McBride : guitare
- Don Airey : claviers
- Roger Glover : basse, shaker sur Sharp Shooter
- Ian Paice : batterie

### Musiciens additionnels
- Bob Ezrin : chœurs sur Show Me, If I Were You, I'm Saying Nothin et Bleeding Obvious,  tambourin sur Show Me
- Patricia Shirley-Okujene : chœurs sur No Money to Burn et Bleeding Obvious
- Camille Harisson : chœurs sur No Money to Burn et Bleeding Obvious
- Nashville Music Scoring : orchestre sur If I Were You
- Alan Umstead : chef d'orchestre sur If I Were You